# Saint-Ouen-d'Aunis
Saint-Ouen-d'Aunis è un comune francese di 1 239 abitanti situato nel dipartimento della Charente Marittima nella regione della Nuova Aquitania.

## Società

### Evoluzione demografica
Abitanti censiti